# Persone di nome Pietro/Vescovi cattolici
| Questa pagina contiene informazioni ricavate automaticamente dalle voci biografiche con l'ausilio del template Bio e di un bot. L'aggiornamento è periodico e automatico e ricostruisce completamente la pagina. Se manca una persona in questa lista, sei pregato di non aggiungerla, ma accertati piuttosto che la sua voce biografica contenga il template Bio e che i dati anagrafici siano correttamente compilati. Se il template Bio manca, inseriscilo tu stesso o, in alternativa, metti l'avviso {{tmp\|Bio}} che ne segnala la mancanza. Se i dati riportati sono sbagliati, correggi direttamente la voce biografica; le modifiche saranno visibili in questa lista entro pochi giorni. Per chiarimenti vedi il progetto antroponimi. La lista contiene solo le 92 persone che sono citate nell'enciclopedia e per le quali è stato implementato correttamente il template Bio. Pagina aggiornata al 22 lug 2025. |

Questa è una lista di persone presenti nell'enciclopedia che hanno il nome Pietro e sono vescovi cattolici.

## A(1)
- Pietro Giovanni Aliotti, vescovo cattolico italiano († 1563)

## B(7)
- Pietro Balbi, vescovo cattolico e letterato italiano (Pisa, n. 1399 - Roma, † 1479)
- Pietro Barozzi, vescovo cattolico e umanista italiano (Venezia, n. 1441 - Padova, † 1507)
- Pietro Bembo, vescovo cattolico italiano (Venezia, n. 1536 - Venezia, † 1589)
- Pietro Berruti, vescovo cattolico italiano (Borghetto di Borbera, n. 1840 - Vigevano, † 1921)
- Pietro Boiardo, vescovo cattolico italiano
- Pietro Bonomo, vescovo cattolico, letterato e diplomatico italiano (Trieste, n. 1458 - Trieste, † 1546)
- Pietro Bottaccioli, vescovo cattolico italiano (Umbertide, n. 1928 - Gubbio, † 2017)

## C(8)
- Pietro Calchi Novati, vescovo cattolico italiano (Milano, n. 1868 - Lodi, † 1952)
- Pietro Paolo Caporella, vescovo cattolico, teologo e scrittore italiano (Potenza - Crotone, † 1556)
- Pietro Carlo, vescovo cattolico italiano (Venezia - † 1513)
- Pietro Carlo Antonio Ciani, vescovo cattolico italiano (Ciconicco, n. 1757 - Portogruaro, † 1825)
- Pietro Salvatore Colombo, vescovo cattolico italiano (Carate Brianza, n. 1922 - Mogadiscio, † 1989)
- Pietro Corsetto, vescovo cattolico italiano (Palermo - Palermo, † 1643)
- Pietro Antonio Corsignani, vescovo cattolico e storico italiano (Celano, n. 1686 - Celano, † 1751)
- Onorio II, vescovo cattolico italiano (presso Sabbion di Cologna Veneta - Parma, † 1072)

## D(9)
- Pietro Damiano, vescovo cattolico italiano (Asti - Asti, † 1496)
- Pietro IV, vescovo cattolico italiano (Novara)
- Pietro Giuseppe de Gaudenzi, vescovo cattolico italiano (Langosco, n. 1812 - Vigevano, † 1891)
- Pietro de Giorgi, vescovo cattolico italiano (Pavia - Genova, † 1436)
- Pietro Paolo de Rustici, vescovo cattolico italiano (Napoli, n. 1599 - Isernia, † 1652)
- Pietro Paolo de' Medici, vescovo cattolico italiano (Firenze - Castello del Matese, † 1656)
- Pietro della Scala, vescovo cattolico italiano (Verona - Mantova, † 1393)
- Pietro I della Scala, vescovo cattolico italiano (Verona - Verona, † 1295)
- Pietro di Nocera, vescovo cattolico e nobile italiano (Nocera dei Pagani - Nocera dei Pagani, † 1478)

## F(6)
- Pietro Farina, vescovo cattolico italiano (Maddaloni, n. 1942 - Pozzilli, † 2013)
- Pietro Fauno, vescovo cattolico italiano (Costacciaro, n. 1524 - Vigevano, † 1592)
- Pietro Maria Ferrè, vescovo cattolico italiano (Verdello, n. 1815 - Casale Monferrato, † 1886)
- Pietro Fiordelli, vescovo cattolico italiano (Città di Castello, n. 1916 - Prato, † 2004)
- Pietro Forti, vescovo cattolico italiano (Pescia, n. 1799 - Pescia, † 1854)
- Pietro Maria Fragnelli, vescovo cattolico italiano (Crispiano, n. 1952)

## G(8)
- Pietro Gaddi, vescovo cattolico italiano (Forlì, n. 1644 - Spoleto, † 1710)
- Pietro Galletti, vescovo cattolico italiano (San Cataldo, n. 1664 - Catania, † 1757)
- Pietro Garlato, vescovo cattolico italiano (Udine, n. 1928 - Tivoli, † 2013)
- Pietro Arborio Gattinara, vescovo cattolico italiano (Albano Vercellese, n. 1747 - Asti, † 1809)
- Pietro Grassi, vescovo cattolico italiano (Chioggia, n. 1666 - † 1731)
- Pietro Griffo, vescovo cattolico italiano (Pisa, n. 1469 - Roma, † 1516)
- Pietro Guglielmi, vescovo cattolico italiano (Tocco da Casauria - L'Aquila, † 1346)
- Pietro Prisco Guglielmucci, vescovo cattolico italiano († 1539)

## I(1)
- Pietro Ismaeli, vescovo cattolico e abate italiano

## L(3)
- Pietro Lion, vescovo cattolico italiano (Venezia, n. 1637 - † 1697)
- Pietro Lippomano, vescovo cattolico italiano (Venezia, n. 1504 - Edimburgo, † 1548)
- Pietro Luccari, vescovo cattolico italiano (Stagno, † 1679)

## M(7)
- Pietro Marcello, vescovo cattolico e umanista italiano (Venezia - Padova, † 1428)
- Pietro Maria d'Agostino, vescovo cattolico italiano (Sciacca, n. 1756 - Girgenti, † 1835)
- Pietro Ignazio Marolda, vescovo cattolico e teologo italiano (Muro Lucano, n. 1770 - Pozzuoli, † 1842)
- Pietro Paolo Mazzichi, vescovo cattolico italiano (Assisi, n. 1756 - Montalto delle Marche, † 1823)
- Pietro Meloni, vescovo cattolico italiano (Sassari, n. 1935)
- Pietro Mezzabarba, vescovo cattolico italiano (Pavia - Firenze)
- Pietro Francesco Montorio, vescovo cattolico e diplomatico italiano (Roma, n. 1556 - Roma, † 1643)

## N(2)
- Pietro de' Natali, vescovo cattolico e umanista italiano (Venezia)
- Pietro Giacomo Nonis, vescovo cattolico, teologo e storico della filosofia italiano (Fossalta di Portogruaro, n. 1927 - Vicenza, † 2014)

## O(1)
- Pietro Ossola, vescovo cattolico italiano (Barone Canavese, n. 1889 - Barone Canavese, † 1954)

## P(15)
- Pietro Pascasio, vescovo cattolico e santo spagnolo (Valencia, n. 1227 - Granada, † 1300)
- Pepo, vescovo cattolico italiano
- Pietro, vescovo cattolico italiano († 1205)
- Pietro dell'Aquila, vescovo cattolico e teologo italiano (Tornimparte - Trivento, † 1361)
- Pietro, vescovo cattolico italiano
- Pietro, vescovo cattolico italiano
- Pietro, vescovo cattolico longobardo
- Pietro III, vescovo cattolico italiano (Pavia - Novara, † 1032)
- Pietro, vescovo cattolico italiano
- Pietro IV Geraigiry, vescovo cattolico e patriarca cattolico libanese (Zahle, n. 1841 - Beirut, † 1902)
- Pietro di Anagni, vescovo cattolico e santo italiano (Salerno - Anagni, † 1105)
- Pietro II di Tarantasia, vescovo cattolico e santo francese (Saint-Maurice-l'Exil, n. 1102 - Tarantasia, † 1174)
- Pietro di Mantova, vescovo cattolico italiano
- Pietro dall'Orto, vescovo cattolico italiano († 1467)
- Pietro Martire Ponzone, vescovo cattolico italiano (Cremona - Novara, † 1592)

## Q(1)
- Pietro Paolo Quintavalle, vescovo cattolico e giurista italiano (Campli - Cittaducale, † 1626)

## R(6)
- Pietro Secondo Radicati di Cocconato e Celle, vescovo cattolico e nobile italiano (Cella Monte, n. 1671 - Osimo, † 1729)
- Pietro Antonio Raimondi, vescovo cattolico italiano (Cutro, n. 1698 - Capaccio, † 1768)
- Pietro Raimondi, vescovo cattolico italiano (Verbicaro, n. 1896 - Verbicaro, † 1987)
- Pietro de Roches, vescovo cattolico francese († 1238)
- Pietro Rossano, vescovo cattolico e teologo italiano (Vezza d'Alba, n. 1923 - Roma, † 1991)
- Pietro Martire Rusca, vescovo cattolico, filosofo e scrittore italiano (Venezia, n. 1615 - Venezia, † 1674)

## S(4)
- Pietro Giocondo Salvaj, vescovo cattolico italiano (Casale Monferrato, n. 1815 - Alessandria, † 1897)
- Pietro Santoro, vescovo cattolico italiano (Vasto, n. 1946)
- Pietro Luigi Speranza, vescovo cattolico italiano (Piario, n. 1801 - Bergamo, † 1879)
- Pietro Stefano Speranza, vescovo cattolico italiano (Veroli, n. 1730 - Alatri, † 1802)

## T(5)
- Pietro Tasca, vescovo cattolico italiano (Palermo, n. 1756 - Cefalù, † 1839)
- Pietro Vigilio Thun, vescovo cattolico italiano (Trento, n. 1724 - Castel Thun, † 1800)
- Pietro di Torroja, vescovo cattolico spagnolo († 1184)
- Pietro Maria Trevisan Suarez, vescovo cattolico italiano (Roma, n. 1690 - Rovigo, † 1750)
- Pietro Paolo Trucchi, vescovo cattolico italiano (Tivoli, n. 1807 - Forlì, † 1887)

## U(2)
- Pietro Urries, vescovo cattolico italiano
- Pietro Usimbardi, vescovo cattolico italiano (Colle di Val d'Elsa, n. 1539 - Arezzo, † 1611)

## V(2)
- Pietro Valentini, vescovo cattolico italiano (Montalcino, n. 1619 - Pitigliano, † 1687)
- Pietro Vorstio, vescovo cattolico fiammingo (Anversa)

## Z(4)
- Pietro Marco Zaguri, vescovo cattolico italiano (Venezia, n. 1738 - Vicenza, † 1810)
- Pietro Zanolini, vescovo cattolico italiano (Merlara, n. 1866 - Lodi, † 1923)
- Pietro Zlojutrić, vescovo cattolico bosniaco (Tuzla, n. 1565 - Gradovrh, † 1624)
- Pietro Zuccarino, vescovo cattolico italiano (Busalla, n. 1898 - Genova, † 1973)